# انتخابات الرئاسة الأرجنتينية 1862
انتخابات الرئاسة الأرجنتينية 1862 هي انتخابات رئاسية جرت في 1862، في الأرجنتين.
فاز بالانتخابات بارتولومي ميتر.